# Kaposszerdahely
Kaposszerdahely község Somogy vármegyében, a Kaposvári járásban.

## Fekvése
Kaposszerdahely község Somogy vármegyében, a megyeszékhely Kaposvártól délre, a Zselic határán található. A falu házainak többsége a Zselicbe vezető főút mentén, a Berki-patak völgyében áll. Két újabb településrész, a Kisszennai és a Szent István lakótelep a völgyre néző dombokon épült.

## Története
Kaposszerdahely története 1230-ig nyúlik vissza, amikor is a Monoszló nemzetség fejének, Makariás ispánnak fia, Tamás vásártartási jogot kapott a szerdai napokra Ropoly vára alatt. 1245-ben az emiatt már Szerdahelynek nevezett falut a Dersfiek vásárolták meg, 1332-ben pedig már temploma és plébániája is volt. Ekkor az oklevelek Tókajjal együtt említették. 1335-ben építtette Dersfi Miklós Szent László tiszteletére a pálos monostort. Ugyanebben az évben az országbíró egy peres ügyben fel próbálta méretni Tókaj határait, azonban a környékbeli lakók az udvarnokok helyettes ispánjának és Simon falubírónak a vezetésével nyilazással megfutamították a földmérőket. 1346-ban a két Dersfi testvér, Miklós és Péter egyenlő arányban felosztották birtokaikat, Szerdahely Miklósé lett. 1394-ben a Lőrinc napján tartott szerdahelyi búcsúba Mária királynő is ellátogatott.
1408-ban a falu Szerdahelyi Koron Jánosé lett, 1443–1453 körül a kaposvári várhoz tartozott. 1495-ben Berzenczei Bornemissza János és rokonai megtámadták a monostort, és elrabolták Danch Orsolya és Danch Veronika ott őrzött iratait. 1501-ben Dersfi Miklós „az őt most nagyon szorongató szükség miatt” számos falvát, köztük Szerdahelyt is elzálogosította  Enyinghy Therek Imrének és feleségének, Krisztina asszonynak. 1555-ben, amikor a törökök elfoglalták a kaposvári várat, a szerdahelyi monostor szerzetesei elköltöztek, a lakosság a környező erdőkbe menekült a falu feldúlása elől. 1563-ban a törökök adójegyzéke szerint az ekkor Városszerdahely néven említett településnek mindössze 2 háza volt, de mivel elkezdték a lakosság visszatelepítését, 1571-re már 8-ra emelkedett a porták száma. A törökök ideiglenesen náhijeközpontnak is kinevezték Szerdahelyt. 1706-ban, amikor Kaposvár a kurucok kezére került, a korábban betelepített rácok fosztogatás és gyújtogatás közben elhagyták a zselici falvakat.
1726-ban, amikor sor került a birtokviszonyok hivatalos rendezésére, Szerdahely (a Dersfi család kihalása miatt) a Lengyel és a Prilej családok kezére került. Ők nagy szőlőbirtokokat telepítettek, az egykori monostor helyén pedig ekkor már egy nemesi udvarház állt (romjai egy feljegyzés szerint még 1812-ben is látszottak). 1802-ben az elpusztult templom helyére kápolnát építettek. Az 1831-es kolerajárvány 30 helyi áldozatot követelt. 1867-ben, amikor a vármegye olyan rendeletet adott ki, hogy le kell rombolni a „betyárcsárdákat”, erre a sorsra jutott a szerdahelyi Barna csárda is.
1895-ben, amikor bevezették az anyakönyvek állami vezetését, Szerdahely a szennai anyakönyvi kerülethez került. A század utolsó éveiben az eladósodott középbirtokosok eladták itteni földjeiket, ezzel párhuzamosan kisparaszti családok települtek be a faluba. 1904-ben iskolát építettek, 1909-ben pedig a belügyminiszter a Kaposszerdahely nevet adományozta a településnek (igaz, ez csak 1929-ben lett végleges). Az első világháború kitörésekor a helyieket a Kaposváron állomásozó 44-es közös és a 19-es honvéd gyalogezredbe sorozták be. Kaposszerdahelyt csak 1922-ben nyilvánították önálló kisközséggé, de az adminisztráció továbbra is Szennában maradt.
1918-ban nyílt meg a ropolyi gazdasági vasút, amely Kaposvárt a Ropolyi-erdővel kötötte össze, egyik megállóhelye a szerdahelyi malomnál volt. A helyiek közül sokak megélhetését biztosította az erdei munka: ők minden nap reggel 6-kor felkapaszkodtak a vasúti kocsikra, este 6-kor pedig a fával megrakott vonat tetején utaztak haza. A kisvasút 1929-ben szűnt meg. Két évvel korábban avatták fel a faluban a világháborús hősök emlékművét, 1932-ben pedig makadámutat építettek a falun keresztül. Három évvel később készült el a ma is álló templom. A 28 helybeli áldozatot követelő második világháború utolsó éveiben Kaposszerdahely menekülteket is befogadott a környékbeli településekről. Az elektromos hálózatra 1949-ben kötötték rá a falut. 1950. május 27-én csatolták a településhez Tókajpusztát és a korábban Szennához tartozó Kisszennát is. 1951-ben nyilvánították önálló tanácsú községgé, önálló anyakönyvi kerülettel. A helyi termelőszövetkezet 1961-ben jött létre, majd 1968-ban egyesült a szennai Zselic Táj tsz-szel. 1969-ben megszűnt az önálló tanács, a központ ismét Szennába került. Az ivóvizet 1984-ben, a telefont 1990-ben, a gázt pedig 1993-ban vezették be Kaposszerdahelyre.

## Közélete

### Polgármesterei
- 1990–1994: Balogh József (független)[6]
- 1994–1998: Balogh József (független)[7]
- 1998–2002: Balogh József (független)[8]
- 2002–2006: Balogh József (független)[9]
- 2006–2010: Balogh József (független)[10]
- 2010–2014: Prépost László (Fidesz-KDNP)[11]
- 2014–2019: Prépost László (Fidesz-KDNP)[12]
- 2019–2024: Prépost László (Fidesz-KDNP)[13]
- 2024– : Balogh Ádám (független)[1]

## Népesség
A település népességének változása:
| Lakosok száma | 980  | 960  | 953  | 912  | 970  | 968  | 971  |
|               | 2013 | 2014 | 2015 | 2021 | 2022 | 2023 | 2024 |

A 2011-es népszámlálás során a lakosok 84,6%-a magyarnak, 6,8% cigánynak, 0,6% németnek, 0,3% szlováknak mondta magát (15,3% nem nyilatkozott; a kettős identitások miatt a végösszeg nagyobb lehet 100%-nál). A vallási megoszlás a következő volt: római katolikus 49,2%, református 3,9%, evangélikus 0,8%, felekezet nélküli 15,8% (27,5% nem nyilatkozott).
2022-ben a lakosság 90,1%-a vallotta magát magyarnak, 2,8% cigánynak, 1,1% németnek, 0,3% örménynek, 0,2% szlováknak, 0,1% bolgárnak, 2,6% egyéb, nem hazai nemzetiségűnek (9,5% nem nyilatkozott; a kettős identitások miatt a végösszeg nagyobb lehet 100%-nál). Vallásuk szerint 38,5% volt római katolikus, 4,2% református, 1,4% evangélikus, 0,5% görög katolikus, 0,1% ortodox, 1,3% egyéb keresztény, 2,5% egyéb katolikus, 11,6% felekezeten kívüli (39,7% nem válaszolt).

## Nevezetességei
Kaposszerdahelynek műemléke nincs, azonban néhány értékes építészeti emléke igen. A római katolikus templom 1935-ben épült neoromanikus stílusban, közelében egy 1912-ből származó kőkereszt és turulszobros világháborús hősi emlékmű is áll. Az erdélyi testvértelepüléstől, Farcádtól két ajándékot is kapott a falu: egy Trianon-emlékművet és egy haranglábat; utóbbit a temetőben állították fel. Egy helyi művész, Gőbölös Attila két Szent István-szobrot is készített: az egyik itt, a másik Farcádon található. Kaposszerdahelyen van műhelye Horváth Béres János szobrásznak is, aki a Kaposvártól Szilvásszentmártonig vezető út mellé 13 fából faragott, vadvirágot ábrázoló alkotást készített. Az ezeket összekötő útvonal neve Vadvirág-út.
A falutól északra elterülő Tókaji-parkerdő kedvelt kirándulóhely, közepén a Tókaji-tóval. A faluhoz közelebb, a kisszennai domb alatt található a 2000-re elkészült Pazderjási-víztározó (horgásztó), ahol már 87 centis csukát és több mint fél méteres pontyot is fogtak.